# Тилошур
Тилошу́р (рос. Тылошур) — присілок в Кезькому районі Удмуртії, Росія.
Населення — 3 особи (2010; 6 в 2002).
Національний склад станом на 2002 рік:
- удмурти — 100 %